# Морални консензус
Морални консензус је појам коме је главно значење да већина људи у друштву дели исте вредности. Функционализам наглашава важност моралног консензуса за одржавање реда и стабилности у друштву. Функционалисти сматрају да су ред и равнотежа неопходни за нормално развијање друштва. Друштвена равнотежа се заснива на постојању моралног консензуса међу члановима друштва.